# Dakhla
Pour les articles homonymes, voir Ad-Dakhla (oasis d'Égypte).
|  |

Dakhla est une ville située au Sahara occidental — territoire disputé et non autonome selon l'ONU — et sous administration de facto du Maroc depuis son évacuation par la Mauritanie en 1979. Dans le cadre de l'administration marocaine, cette ville est une commune urbaine (municipalité), chef-lieu de la province d'Oued Ed Dahab, au sein de la région Dakhla-Oued Ed Dahab.
Elle est connue pour ses atouts touristiques et classée depuis 2014 en tête des spots de sports nautiques à l'échelle mondiale,.

## Toponymie
Le nom de Dakhla, en arabe, est : الداخلة ; et en berbère : ⴷⴷⴰⵅⵍⴰ (écrit en tifinagh), Ed-Daḵla. Du temps du « Sahara espagnol », la localité était appelée Villa Cisneros, en hommage à Francisco Jiménez de Cisneros[réf. nécessaire].

## Géographie

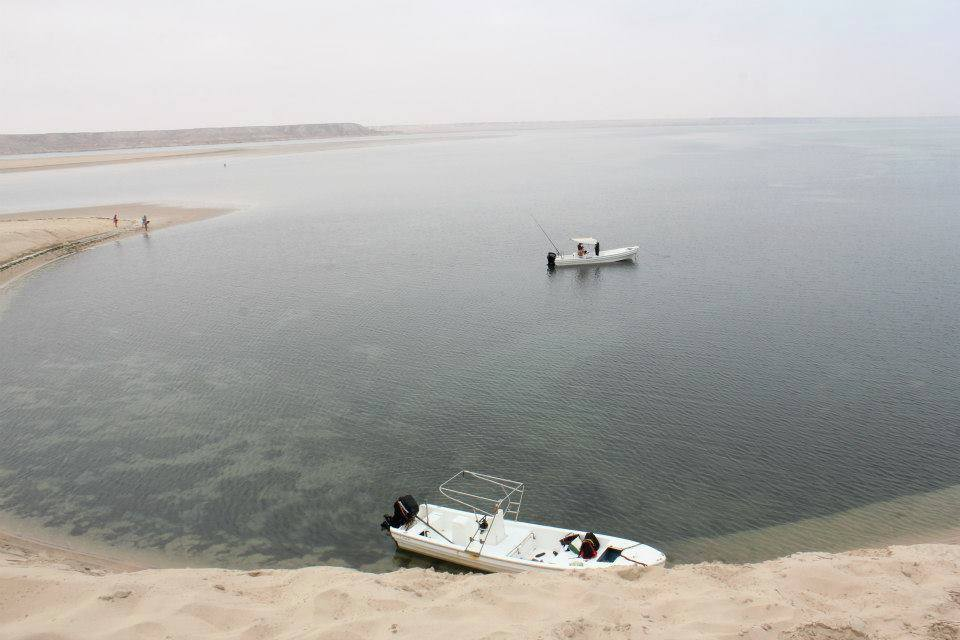
La dune blanche de Dakhla.

### Localisation
Dakhla est située sur la côte atlantique du Sahara occidental, au bord du golfe du Dakhla.
Dakhla se trouve à 650 km au sud de Laâyoune, et 1 690 km au sud de Rabat, sur une étroite péninsule, la péninsule du Rio de Oro, qui s'étend sur environ 40 km parallèlement à la côte atlantique, direction nord-est sud-ouest. La ville est située à une trentaine de kilomètres au nord du tropique du Cancer, tout comme la Havane, Canton ou Hawaï. C'est l'une des dernières villes avant la Mauritanie.

### Climat
Dakhla possède un climat désertique tempéré (classification de Köppen BWn) rafraîchi par le courant océanique froid des Canaries qui longe le littoral atlantique nord-africain. Les températures moyennes maximales varient entre 22 °C et 27 °C. Les précipitations annuelles moyennes sont de 33 mm et se répartissent sur 17 jours par an en moyenne. Le climat de la côte, plus frais, contraste avec celui de l'intérieur du pays, où, en été, la température peut largement dépasser les 48 °C.

## Histoire

### Villa Cisneros

Armoiries de Villa Cisneros sous la souveraineté espagnole.

La colonie date de 1502 : elle est une des enclaves qu'une bulle papale concède aux Espagnols à l'est des Açores.
En 1884, la place est recolonisée, à la demande des Espagnols, par le capitaine d'infanterie Emilio Bonelli, qui la rebaptise Villa Cisneros.
Elle devient l'une des étapes de la ligne mise en place par Pierre-Georges Latécoère, dans les années 1920 et 1930, entre Toulouse et Saint-Louis du Sénégal puis jusqu'en Amérique du Sud, pour acheminer le courrier. De nombreux pilotes de l'Aéropostale y firent escale, dont Jean Mermoz, Antoine de Saint-Exupéry ou encore Henri Guillaumet.
À la suite des accords de Madrid, le tiers sud du Sahara occidental est annexé par la Mauritanie en 1976, et Dahkla est devenue la capitale de la province de Tiris al-Gharbiyya. En 1979, le Front Polisario contraint la Mauritanie à renoncer à toute revendication sur le Sahara occidental. Le sud du territoire est alors annexé et contrôlé par le Maroc, qui le contrôle toujours, et Dakhla devient la capitale de la région d'Oued Ed-Dahab-Lagouira du royaume du Maroc, désormais redéfinie.

## Économie
Parmi les principales ressources économiques de Dakhla, on trouve le secteur touristique qui attire les visiteurs durant toute l'année et surtout ceux qui pratiquent des sports nautiques ; c'est une ville où désert et mer forment un cadre impressionnant qui mérite d'être visité durant toutes les saisons de l'année. Les produits de la mer sont la ressource économique la plus intéressante de la ville, puisqu'elle est considérée comme le premier fournisseur au niveau du marché national et même sur plusieurs marchés étrangers tels que l'Europe et certains pays de l'Asie avec une production qui dépasse 10 % de l'ensemble des richesses maritimes du royaume.[réf. nécessaire]

### Tourisme

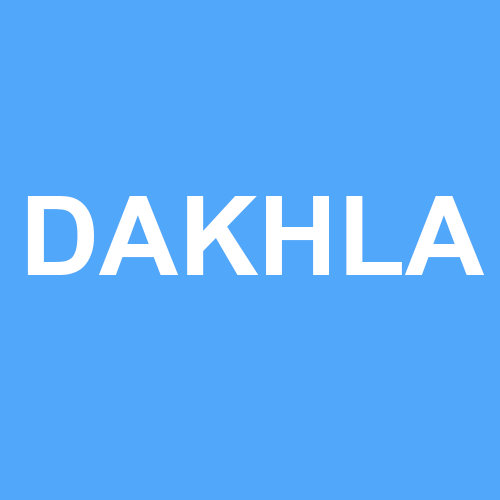
Portail officiel de la région de Dakhla.

#### Portail touristique officiel
Depuis juin 2015, la ville dispose d'un guide touristique, pour découvrir la région et ses sites géographiques.
La région, appréciée pour la douceur du climat et le mariage de la mer et du désert, accueille tous les hivers des milliers de camping-caristes de toute l'Europe. La ville se développe beaucoup sur le plan touristique, notamment grâce à l'apparition d'hôtels et de campements pour surfeurs de qualité.
La source d'eau chaude naturelle d'Asmaa, située à 36 km de la ville de Dakhla, est également un lieu très prisé par les touristes qui viennent pour ses eaux thermales à 38 °C, issues d'un puits d'environ 700 m de profondeur.

#### Sports nautiques
Depuis 2003, la ville accueille les véliplanchistes et kitesurfeurs du monde entier grâce aux différents articles parus dans les plus grands magazines (Surf, Wind…), vantant les spots exceptionnels de la région. Chaque année, les plus grands windsurfers vont s'y entraîner. L'eau reste tout au long de l'année à une température très douce : 25 °C. Les surfeurs viennent y passer les trois mois d'hiver. Le spot de Foum Labouir est très réputé pour sa ligne droite parfaite et particulièrement longue.
Il existe actuellement cinq écoles de sports nautiques qui accueillent chaque année un total de 3 000 touristes sportifs.
L'autre sport de Dakhla est la pêche en surf casting, c'est-à-dire du bord. Il n'est pas rare d'y pêcher des courbines de plus de 45 kg. Les passionnés privilégient la pêche de nuit. Tous les ans, en octobre, les participants au rallye aérien Toulouse - Saint-Louis du Sénégal ainsi qu'au Raid aérien Latécoère font escale à Dakhla.

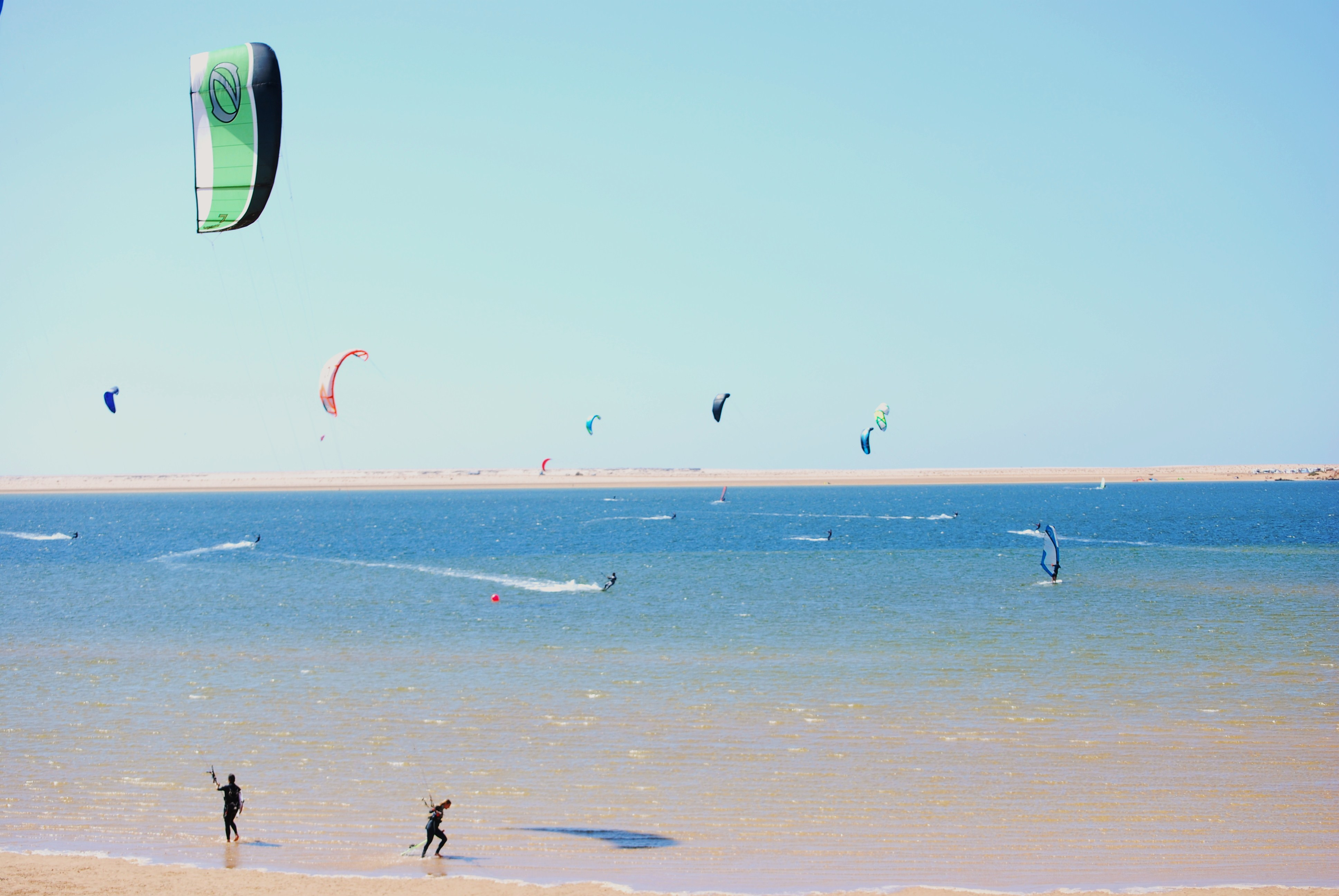
Kitesurfeur sur la lagune.
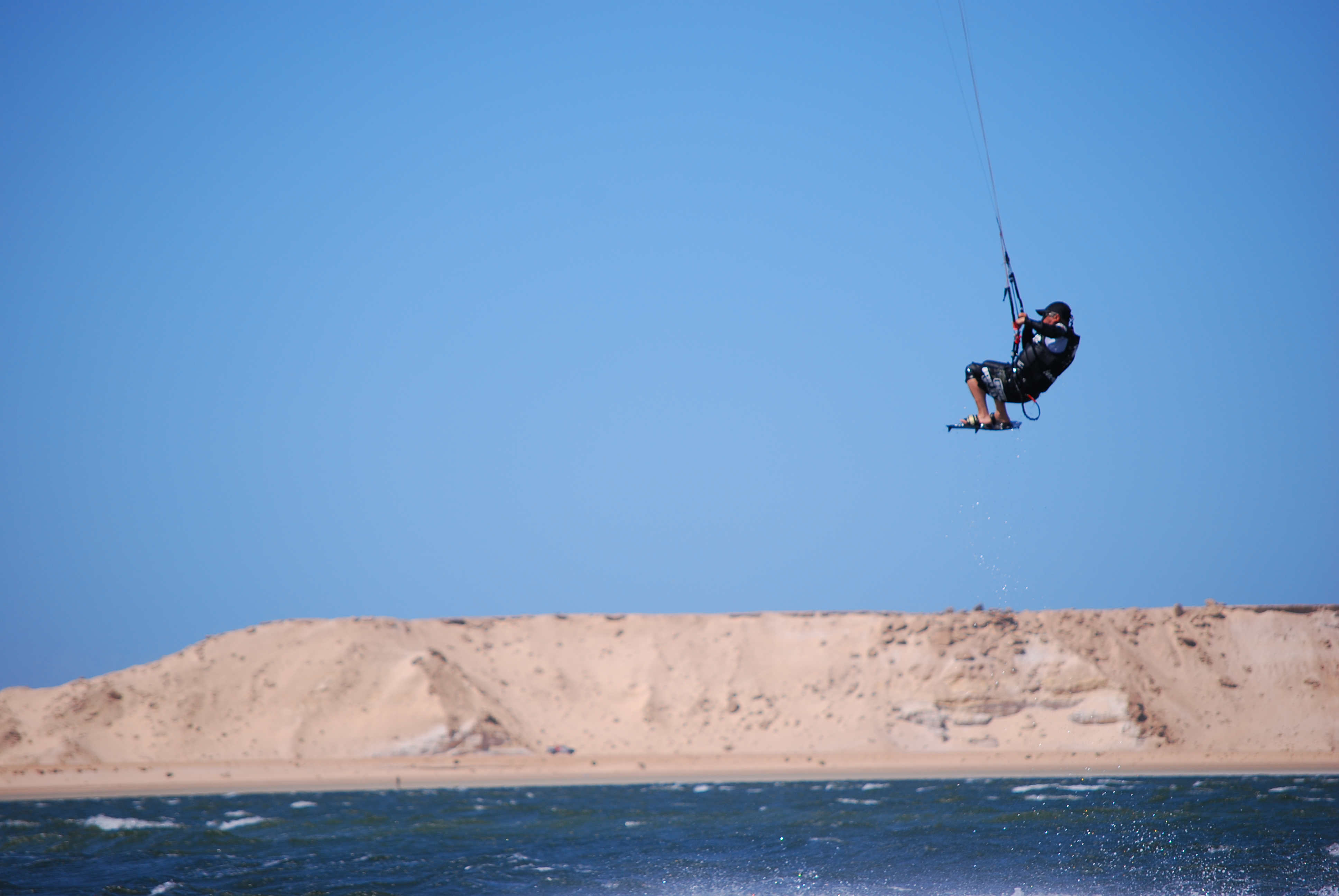
Dakhla.
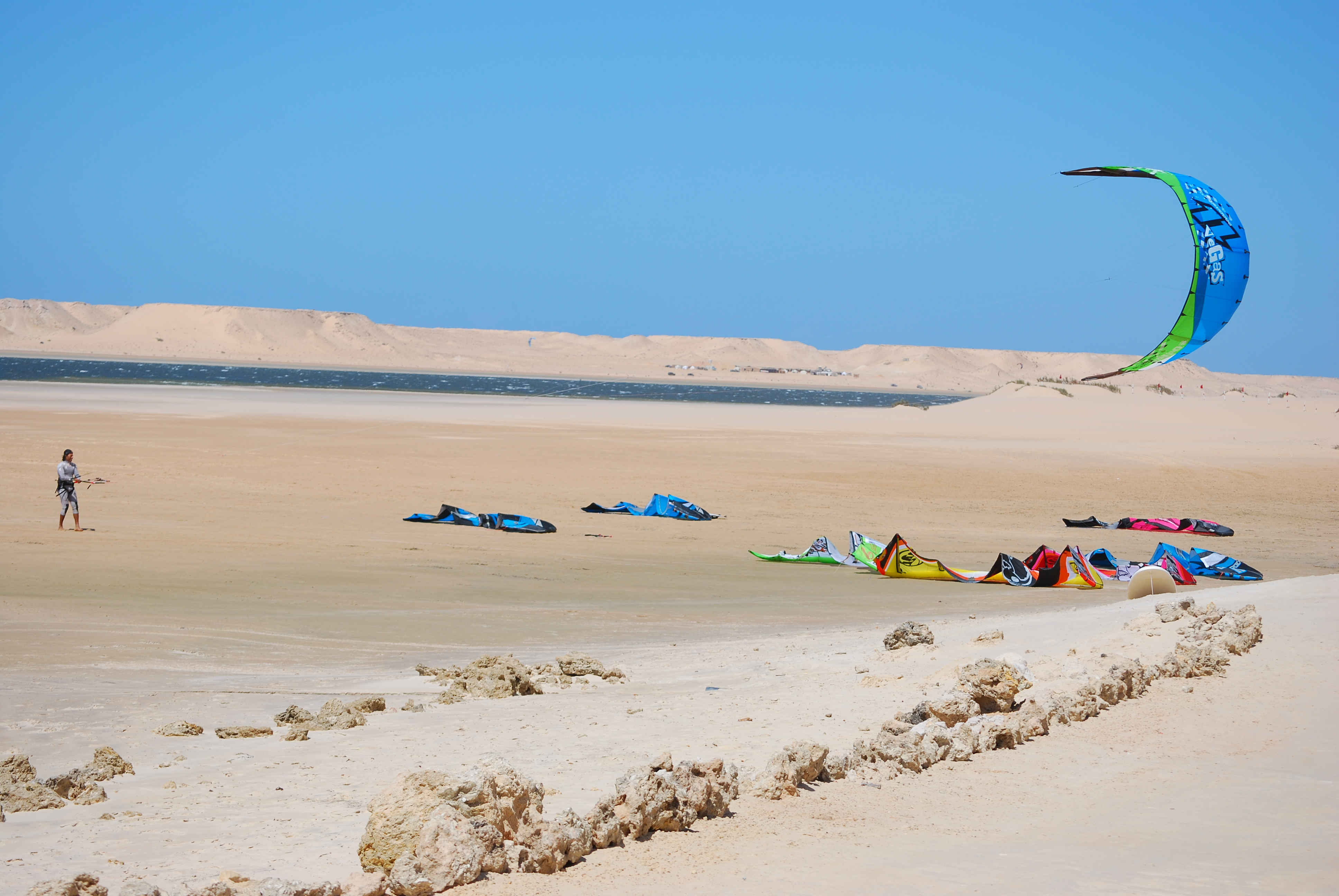
Dakhla.
Windsurfeur en face de l'île du Dragon.
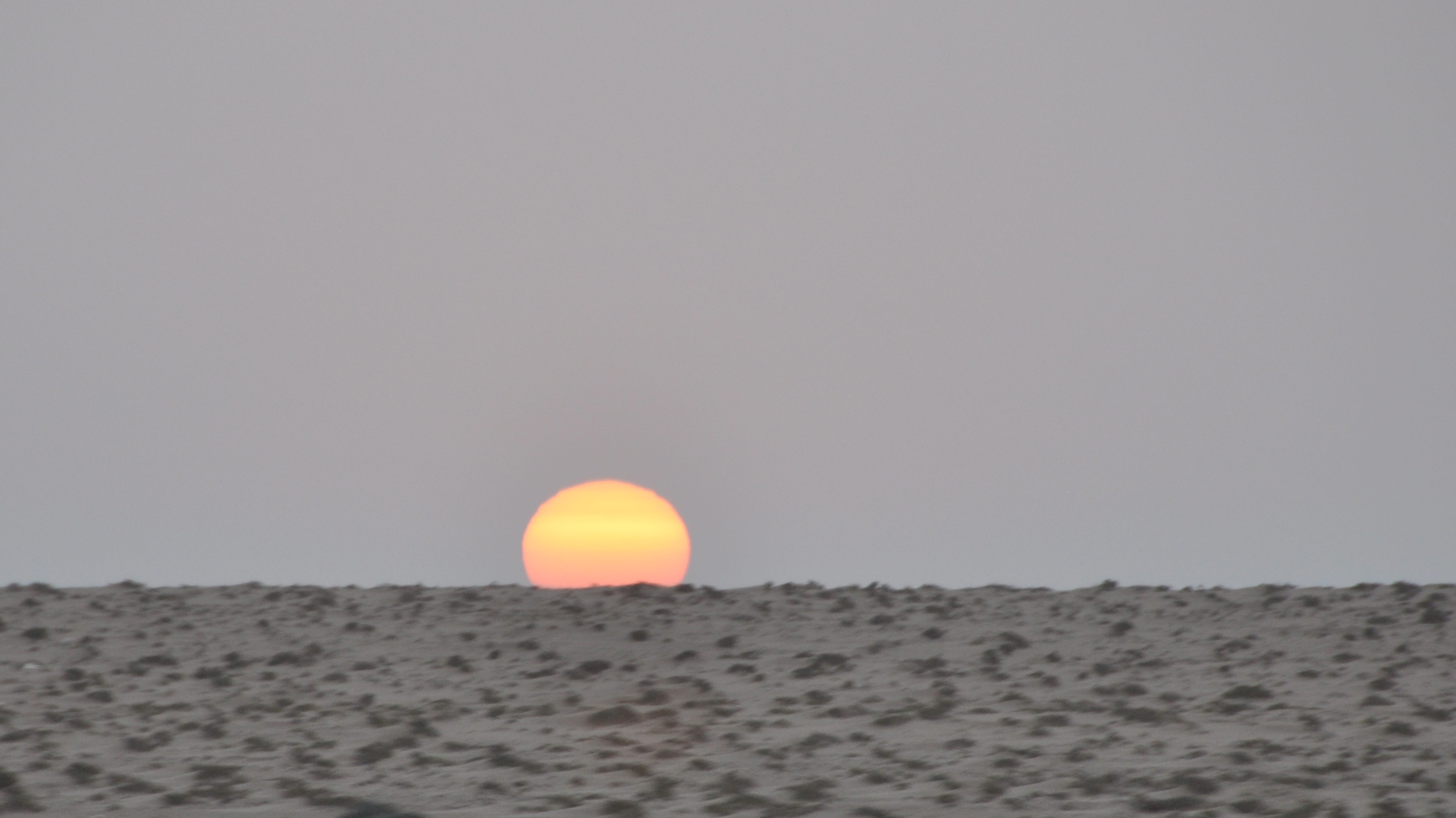
Coucher de soleil depuis la lagune.

### Agriculture
La société Azura (qui appartient au groupe agricole Tazi) cultive depuis 2006 des tomates sur 76 hectares dans cette presqu’île.
D’après les chiffres les plus récents[Quand ?] de la Direction régionale d’agriculture de Dakhla Maroc (DPA), la production végétale globale de la région atteint 65 500 t dont 44 000 t de tomates, 20 000 t de melon et 1 500 t de cultures fourragères.

### Élevage
Dans la périphérie de Dakhla (Dakhla-Oued Ed-Dahab) un autre projet pour le moins avant-gardiste fait la fierté de la profession agricole de la région[non neutre]. Il s’agit de l’unique unité d’élevage d’autruche au Maroc lancée par le Groupe Derhem. Aménagée sur 2 ha, cette unité exploite 200 têtes pour alimenter occasionnellement le marché en viandes d’autruches ou approvisionner des amateurs de petit élevage.  Toujours selon la (DPA): la périphérie de la ville compte un cheptel de 20.000 dromadaires , emblème régional, et sont en première mondiale[non neutre] tous porteurs d’une boucle d’oreille électronique, ce qui permet de les identifier, d’en connaître les propriétaires et d’avoir tous les traitements protecteurs dont ils ont bénéficié.[source secondaire souhaitée]

### Pêche
Il s'agit aujourd'hui d'un des plus grands ports de pêche des provinces du sud, dont la population varie du simple au double en fonction des périodes de pêche[réf. nécessaire].  Il existe plusieurs entreprises qui opèrent dans la ville, telles que Dakhla Fish, Oceania, King Pélagique et La Perle de Dakhla. Ces entreprises se spécialisent dans différents aspects de l'industrie de la pêche, tels que la production et la transformation des fruits de mer.

## Transport

### Aéroport

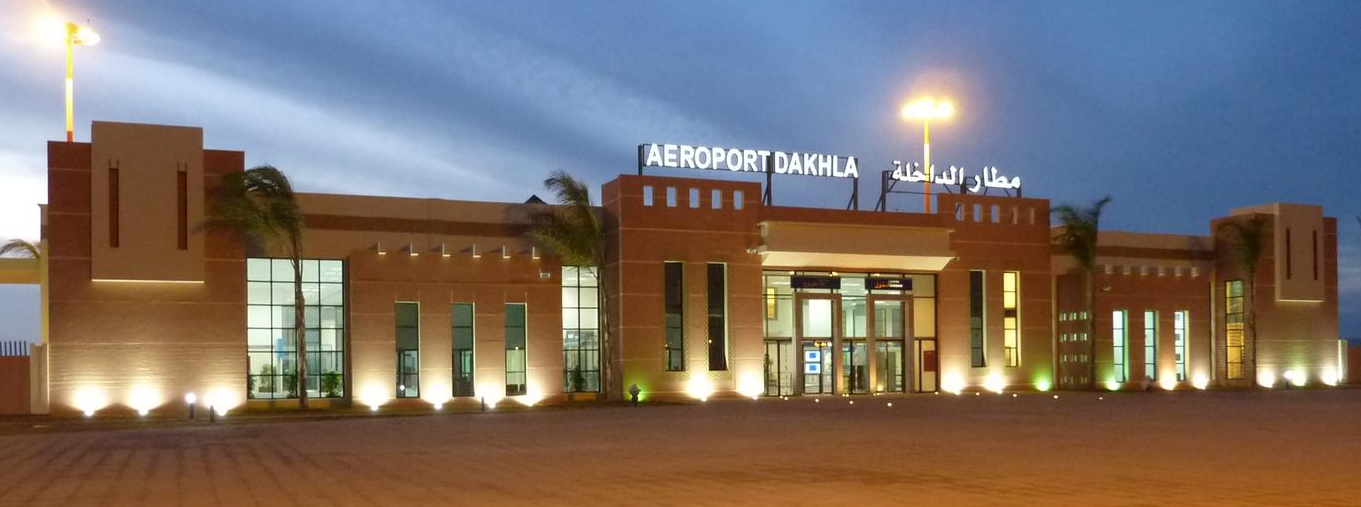
Aéroport de Dakhla.

L'aéroport de Dakhla est relié à l'aéroport international Mohammed V - Nouasser. de Casablanca par un Boeing 737 de la compagnie Royal Air Maroc par deux vols aller-retour quotidiens. Il est relié également à Las Palmas de Gran Canaria par la compagnie CanaryFly.
À partir de novembre 2017, une ligne directe "saisonnière" Paris-Dakhla a été mise en service par la compagnie Transavia. Elle a été suspendue en mars 2018. La compagnie aérienne étudie un retour possible pour l'hiver 2018-2019.
La compagnie Air Arabia Maroc dessert Dakhla depuis les villes de Tanger et de Marrakech.

### Gare routière
Une nouvelle gare routière vient d'ouvrir à Hay Nahda, quatre sociétés de transport par autocars assurent des liaisons quotidiennes entre la ville et les grandes villes du Sahara occidental et du Maroc comme Laayoune, Agadir, Marrakech et Casablanca.

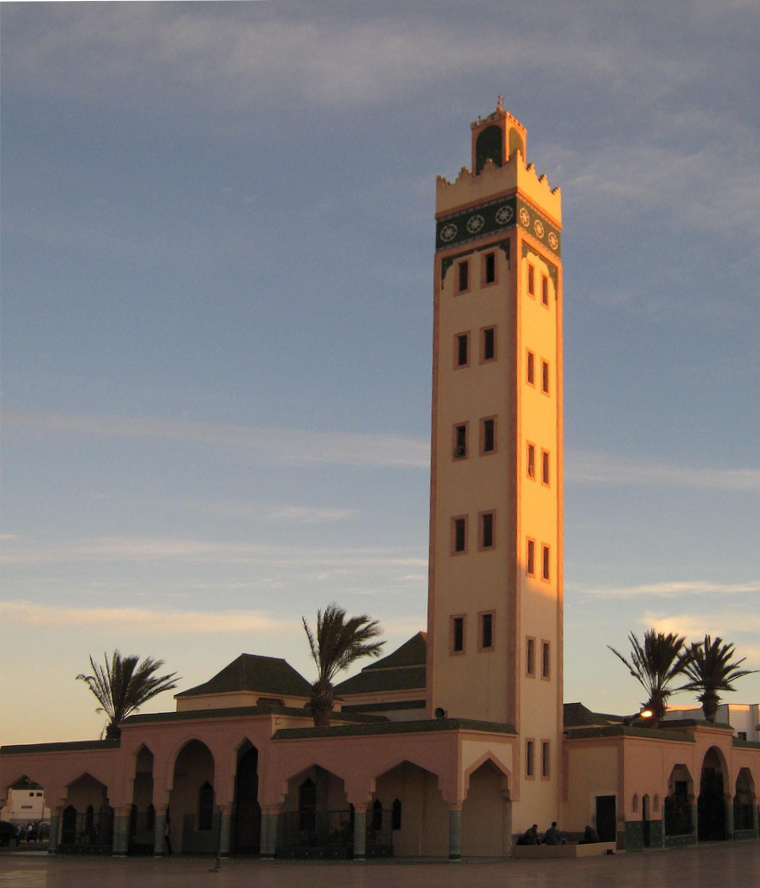
Mosquée de Dakhla.

## Vie quotidienne

### Culture
Depuis 2007, fin février, le Festival Mer et Désert met à l'honneur les sports de glisse et la musique (artistes internationaux et locaux).
10 % de la population sait parler espagnol, et 6 % français.[réf. nécessaire]

## Jumelages
- Minna (Nigeria) depuis le 20 décembre 2009.
- Creil (France) depuis 2009[14].